# Rasvar
Rasvar je naseljeno mjesto u općini Konjic, Federacija Bosne i Hercegovine, BiH.
Selo se nalazi na desnoj obali Neretve, u njenom gornjem toku.

## Stanovništvo
Na popisima 1991. i 2013. bilo je bez stanovnika.